# Малые Морки
Малые Морки (мар. Изи Морко) — деревня в Моркинском районе Республики Марий Эл. Входит в состав Семисолинского сельского поселения.

## География
Находится в юго-восточной части республики Марий Эл на расстоянии приблизительно 8 км по прямой на северо-восток от районного центра посёлка Морки.

## История
Основана в первой половине XIX века. В 1839 году здесь находилось 7 дворов, в 1886 году — 12, в которых проживал 141 человек. Деревня делилась на татарскую часть «Туранча», марийскую «Малые Морки» (Изи Морко), и русскую «Заречная». В 1919—1921 годах здесь (тогда Туранча Моркинской волости) в 30 дворах проживали 162 человека. В 2004 году здесь находится 40 дворов. В советское время работали колхозы им. Жданова и «Интернационал».

## Население
Население составляло 119 человек (мари 46 %, татары 42 %) в 2002 году, 105 в 2010.